# Praia de Boraceia
Boracéia é uma praia do município de Bertioga, no estado de São Paulo.

## Características
A praia se estende por aproximadamente 5 km em mar aberto com larga faixa de areia compacta e fina, fazendo divisa com o município de São Sebastião. Possui ondas moderadas com águas rasas, claras sendo apropriada ao banho, possui infraestrutura de quiosques e barracas com condomínios residenciais nos arredores. Sua areia é escura e compacta.